# Irina Kondratěnko
Irina Parker (* 27. prosince 1962 Riga, Lotyšská SSR, SSSR) je česká klavíristka lotyšského původu.
Vystupuje nejen sólově, ale i s řadou českých a zahraničních orchestrů ve Francii, Německu, Itálii, Brazílii, Argentině, Belgii, Tchaj-wanu, Japonsku, Rakousku atd. Je vyhledávanou partnerkou pro komorní koncerty, pěvecké recitály a nahrávky významných českých i zahraničních interpretů (Josef Suk, José Cura, Marina Domašenko, Ludmila Peterková, Sharon Kam, Anda-Louise Bogza, Dana Burešová aj.).
Jako profesorka klavíru je zvána ke spolupráci na Mezinárodní akademii komorní hudby a jako členka porot mezinárodních a národních klavírních soutěží. Věnuje se intenzivně pedagogické práci, za kterou sklízí v České republice a v zahraničí mimořádné úspěchy. Za poslední akademický rok získala se svými žáky více než 50 prvních cen v různých kategoriích na mezinárodních soutěžích v Evropě a USA. Na každé z těchto soutěží její studenti získali také absolutní vítězství, speciální ceny a Irina Parker ocenění nejlepšího pedagoga.
S mladými adepty klavírního umění spolupracuje také v rámci mistrovských kurzů, kterých se zúčastňuje v České republice i v zahraničí. V současné době rovněž rozšířila své aktivity na pozici umělecké ředitelky festivalu , který probíhá každoročně na podzim v Českém Krumlově. Je laureátkou národních a mezinárodních soutěží a nositelkou Evropské ceny Gustava Mahlera, Ceny zahraničního tisku a řady významných pedagogických ocenění.
Při příležitosti jejího recitálu, 2. listopadu 2013 v Českém Krumlově, proběhl křest nového sólového alba „Journey“, na kterém představila skladby Johanna Sebastiana Bacha a Césara Francka. S houslistkou Janou Vonáškovou-Novákovou nahrála CD obsahující Sonáty pro housle a klavír Johannese Brahmse, které vydal Supraphon 21. února 2014.
Je stálým členem poroty festivalu Музыкальные сезоны (hudební sezóny).